# Осум (річка)
Осум — річка на півдні Албанії, один із витоків Семану. 

## Опис річки
Річка Осум бере початок в південно-західній частині округу Корча, біля села Віткук на висоті 1050 м. Спочатку Осум тече на південь до муніципалітету Колондже, потім на захід до Чепана та на північний захід через Чороводу, де протікає через знаменитий каньйон Осум, Полічан, Берат і Уре Вайгуроре. Довжина річки - 161 кілометр, площа басейну - 2073 км².  
Гірська річка Осум утворює каньйоноподібну долину, ділить місто Берат на два райони – Горицю та Мангалем – головні осередки османської забудови. Із 1780 років ці райони з'єднує кам'яний Горицький міст.

## Назва
У античні часи річка Осум була відома як Апсус, що є похідною від індоєвропейського кореня «вода, річка». Сучасна албанська назва Осум використовується для позначення верхньої течії річки, виникла через болгарські фонетичні зміни. У Болгарії є річка з однойменною назвою Осум. Також є сучасна албанська назва, яка використовується для позначення нижньої течії річки.